# Padena
Padena (in sloveno Padna) è un paese situato nell'entroterra di Pirano, nel cui comune si trova, nella parte dell'Istria slovena.
Guardandola dal basso, dalla Via Flavia, Padena si presenta raccolta su un'amena collina; le case sono addossate attorno a quella che era l'antica torre posta all'ingresso del villaggio, ormai cancellata dal tempo e che vigilava la Via Flavia e la Val Derniga.
Da questo paese, a quota 208 m, si gode una magnifica vista. È appollaiato come un falco che osserva dall'alto di una roccia la pianura sottostante in cerca di prede, lo sguardo spazia libero fino all'orizzonte, sul panorama racchiuso dai colli di Pirano, dal Carso di Buie, dai colli di Momiano e sulla Via Flavia che scorre sotto il ripido pendio chiamato Podescià che deriva probabilmente dallo sloveno padati che significa frenare o cadere, e termina sulla Val Derniga a 170 m più in basso. Appartiene al distretto di Pirano ma fu soggetto amministrativamente a San Piero dell'Amata.
A nord di Pàdena si apre la valle del torrente Pichevaz (Piševec) ed a sud la forra che scende dal monte Fernedo, nome derivante dalla quercia conosciuta volgarmente con il nome di farnia. L'antico paese medioevale, che ha le proprie origini nella cultura dei castellieri, ha le case in pietra arenaria con begli archi abbassati, alcune intonacate a colori vivaci; sono state costruite formando una spettacolare ma naturale scenografia. Nei cortili e lungo le strade si vedono grandi gelsi e ippocastani.
All'ingresso del paese, una deviazione a sinistra, con una pendenza del 17%. scende a tornanti lungo il versante meridionale coperto da un esteso oliveto, fino al fondo valle per congiungersi alla Via Flavia che scende dalla Crocera verso il fiume Dragogna.
La chiesa di San Biagio, con elementi tardo gotici del XIII e XIV secolo, è posta al centro del paese, intonacata, mentre il campanile, con un'alta cuspide, è in pietra arenaria a vista, addossato al centro della facciata della chiesa con grandi volti alla base, tra i quali si passa per entrare nella chiesa. Sopra il portale in calcare sta scritto che il procuratore Antonio Grison, Matia Billič ed il parroco Giovanni Grubissa riedificarono questo edificio nel 1867. Un'iscrizione sul campanile ricorda che i signori Billič Simon e Matia e Antonio Grison lo fecero erigere nel 1885. La chiesa, che faceva parte della parrocchia di Carcause, ha un battistero a destra sul piccolo sagrato che guarda la Val Derniga; l'abside è rettangolare con finestre alte.
Pàdena era chiamata Torre di Padena nel medioevo. Nel 1028 fu donata dall'imperatore Corrado II il Salico ai patriarchi di Aquileia. Fu già posseduta dalla famiglia Sabini che poi vi rinunciò. Nel 1317 Calino dei Sabini rinunciò al feudo di Pàdena; il vescovo di Capodistria Tommaso Contarini investì pertanto a titolo feudale la villa di Padena a Simone e Colmano Vergerio. Venne poi nuovamente ai Sabini nel '600 e quindi ai marchesi Gravisi di Capodistria nel XVII secolo.
A nord del paese ci furono dei ritrovamenti archeologici di epoca romana. A 1 km prima del paese, una salita a sinistra porta al cimitero ed alla chiesa; da qui una bella vista spazia su Pàdena essendo il colle, su cui è posto il cimitero, 52 m più in alto. La chiesetta è dedicata a San Saba (o San Sabba). I vecchi paesani dicevano che, nei pressi del cimitero, un tempo esisteva la Padena vecchia.